# Anatolij Pyssarenko
Anatolij Hryhorowytsch Pyssarenko (ukrainisch Анатолій Григорович Писаренко, russisch Анатолий Григорьевич Писаренко; * 10. Januar 1958 in Kiew) ist ein ehemaliger Gewichtheber der UdSSR. Trainiert hat er in Kiew.

## Sportliche Laufbahn
Während seiner Karriere als Gewichtheber wurde Pyssarenko drei Mal Weltmeister, vier Mal Europameister und stellte insgesamt 15 Weltrekorde auf. Eine olympische Medaille konnte er jedoch nie gewinnen. 1980 wurde er nicht für die Mannschaft nominiert, da er zu jung war und 1984 boykottierte die Sowjetunion die Spiele. Ebenfalls 1984 wurde Pyssarenko zusammen mit Aljaksandr Kurlowitsch am Flughafen in Montreal wegen des Besitzes von Anabolika verhaftet und zu einer Geldstrafe verurteilt. Beide wurden zuerst mit einer lebenslangen Wettkampfsperre belegt, die allerdings auf 3 Jahre verkürzt wurde. Pyssarenko war mit nur 125 kg Körpergewicht einer der leichtesten Superschwergewichtler seiner Zeit.

## Nach dem Sport
Nach seiner aktiven Zeit wurde Pyssarenko Präsident des ukrainischen Gewichtheberverbands und ist zurzeit im Ölgeschäft tätig.

## Bestleistungen
- Reißen: 206,0 kg in der Klasse über 110 kg.
- Stoßen: 265,0 kg 1984 in Warna in der Klasse über 110 kg.
- Zweikampf: 465,0 kg in der Klasse über 110 kg.